# آشوب (مجموعه نمایش خانگی)
آشوب نام یک سریال نمایش خانگی به کارگردانی کاظم راست‌گفتار محصول سال ۱۳۹۶ است. این سریال نسخه کامل فیلمی به همین نام می‌باشد.

## خلاصه داستان
این فیلم داستان زندگی جوانی است که با نام مستعار آشوب در کافه‌های لاله‌زار خوانندگی می‌کند. 
آشوب‌های تاریخی و واقعی دهه ۱۳۲۰ باعث به وجود آمدن اتفاقاتی در زندگی آشوب می‌شود
در این مجموعه فیلم بازیگرانی همچون کوروش تهامی، یکتا ناصر و آتیلا پسیانی ایفای نقش می‌کنند.

## بازیگران
- کوروش تهامی
- فرهاد آئیش
- یکتا ناصر
- داریوش کاردان
- لیلا اوتادی
- آتیلا پسیانی
- همایون ارشادی
- آشا محرابی
- رامین ناصرنصیر
- محمدرضا هدایتی
- امیرحسین صدیق
- نیما فلاح
- حبیب دهقان‌نسب
- ارژنگ امیرفضلی
- غلامحسین لطفی
- فخرالدین صدیق‌شریف
- رضا فیاضی
- خسرو امیرصادقی
- امیرشروین امیرصادقی
- نادر سلیمانی
- بهرام سروری‌نژاد
- میرطاهر مظلومی
- سعید امیرسلیمانی
- رضا بنفشه‌خواه
- داریوش فرهنگ
- شهره لرستانی
- پریا شمس